# معاهدة لندن 1604
اختتمت معاهدة لندن، التي وُقعت في 18 أغسطس وفق التقويم القديم (28 أغسطس وفق التقويم الجديد) 1604، الحرب الإنجليزية الإسبانية التي استمرت تسعة عشر عامًا. استعادت المعاهدة الوضع السابق بين الأمتين. يُرجح أن المفاوضات جرت في سومرست هاوس بوستمنستر وتُعرف أحيانًا باسم مؤتمر سومرست هاوس.

## خلفية
كانت الحرب الإنجليزية الإسبانية صراعًا معقدًا ومتقلبًا، وكان له ارتباطات أيضًا بحرب الاستقلال الهولندية، وحروب فرنسا الدينية، وحرب التسع سنوات في أيرلندا. في عام 1600، كانت الحرب قد استمرت لما يقترب من خمسة عشر عامًا من دون أن يحصل أي من الطرفين على فائدة عامة أو تقدم حاسم. أكد كل من إنهاك إسبانيا والمعارضة المتمردة لطلب الملك المال وتمردات القوات في هولندا والخوف من تجدد حرب جديدة مع فرنسا على فقدان الأمل من إصابة إنجلترا بضربة حاسمة.

### مقترحات السلام المبكرة
في أبريل 1600، افتتح الأرشيدوق ألبرت، حاكم الأراضي المنخفضة الإسبانية، مفاوضات سرية مع إنجلترا للحصول على تسوية لكنه لم يُبلغ مدريد. في الشهر التالي، بلغت المفاوضات منتهاها في اجتماع مجلس ببولوني سور مير بين ممثلين من إسبانيا وإنجلترا ودوقية برغونية. طالبت إسبانيا بإيقاف البلدات الاحتياطية. طالبت إنجلترا بالتجارة الحرة مع إسبانيا وإمبراطوريتها، وحرية الرعايا الإنجليز من محاكم التفتيش، والحق الحصري في امتلاك سفن حربية في بحر المانش. لم تخرج المحادثات بأي نتيجة، إذ أكدت إسبانيا على أنه من السخافة توقُع أن يمنح حاكم إمبراطورية عالمية حق الصدارة لملكة بضع جزر. توقفت المحادثات بحلول أغسطس، إذ أدى انعدام الثقة المتبادل وضغط أقاليم هولندا المتحدة إلى جعل أي اتفاق مستحيلًا. على الرغم من ذلك، كانت الطرق الدبلوماسية مفتوحة بين إنجلترا وألبرت وزوجته إيزابيلا كلارا يوجينيا (أخت فيليب). أظهرت رسائل الممثلين أن ألبرت وإيزابيلا كلارا يوجينيا وفيليب كانوا محافظين على حرصهم على السلام بالرغم من اختلاف سياساتهم. أراد فيليب الحفاظ على هيمنة الإمبراطورية الإسبانية، بينما سعى الأرشيدوق وإيزابيلا إلى السلام والعلاقات الودية.
بعد وفاة ملكة إنجلترا إليزابيث الأولى في 1603، سعى خليفتها جيمس السادس والأول بسرعة إلى إنهاء الصراع الطويل والمستنزف. بحلول هذا الوقت، كانت الآمال الإسبانية في تحقيق نصر عسكري حاسم في هولندا أو غزو ناجح لإنجلترا بعيدة نسبيًا. كان جيمس ممارسًا مثاليًا للسلام والوحدة المسيحيين، وكان أيضًا ابنًا وخليفةً لماري ملكة إسكتلندا التي كان إعدامها سببًا مباشرًا للصراع. ورث فيليب الثالث ملك إسبانيا أيضًا الحرب عن سلفه فيليب الثاني، واستُنزفت خزائنه كذلك، لذا رحب بحرارة بالعرض وأمر ببدء المفاوضات الصعبة التي تلت ذلك.
كانت غاية اهتمام الحكومة بمدريد تحسين وضعها العسكري المتردي في هولندا من خلال تقليل أو إيقاف المساعدة الإنجليزية للمتمردين الهولنديين. في هذه الأثناء، حاول يوهان فان أولدنبارنفيلت، على رأس وفد ولايات هولندا، جذب تواطؤ الملك الإنجليزي الجديد في صراع فلاندرز، والذي كان محوره حصار أوستند. صار الحصار بمثابة صراع استنزاف دموي بعد ما يزيد قليلًا على عامين.